# Lexi Belle
Lexi Belle (5 d'agost de 1987, Independence, Louisiana) és una actriu pornogràfica estatunidenca.

## Carrera
Treballava en un videoclub, quan va ser descoberta per algú que l'havia vist en el seu MySpace i volia contractar-la per a la indústria del porno. Tres mesos més tard, va anar per primera vegada a un set pornogràfic. La seva primera escena va ser la primera vegada en la qual feia una fel·lació.
El 25 de febrer de 2009, Belle va aparèixer en The Howard Stern Xou, en un concurs titulat "Guanya un trio amb Lexi" en el qual dues parelles competien per la possibilitat de fer un trio amb l'estrella porno. Al programa, Belle va dir que encara té pendent realitzar una escena gang bang.
En 2011, va ser nomenada com una de les 12 estels més populars de la indústria pornogràfica per CNBC. CNBC va assenyalar els seus múltiples premis AVN i XBIZ, així com la popularitat del seu lloc web.
En 2012 va realitzar la seva primera escena de sexe anal, al costat de James Deen, per a la pel·lícula Lexi.
Va ser triada Pet of the Month per la revista Penthouse al maig de 2013.

## Vida personal
Belle va perdre la virginitat el dia del seu 17º aniversari amb el seu nuvi també verge. Van tractar d'usar com a mètode anticonceptiu un film estirable, ja que no tenien condó. Ella prefereix dominar a unes altres i li agrada ser sotmesa a la hipoxifilia.
Es confessa una seguidora de Star Wars i la seva pel·lícula favorita de la saga és el Star Wars: Episode II - Attack of the Clons.

## Premis

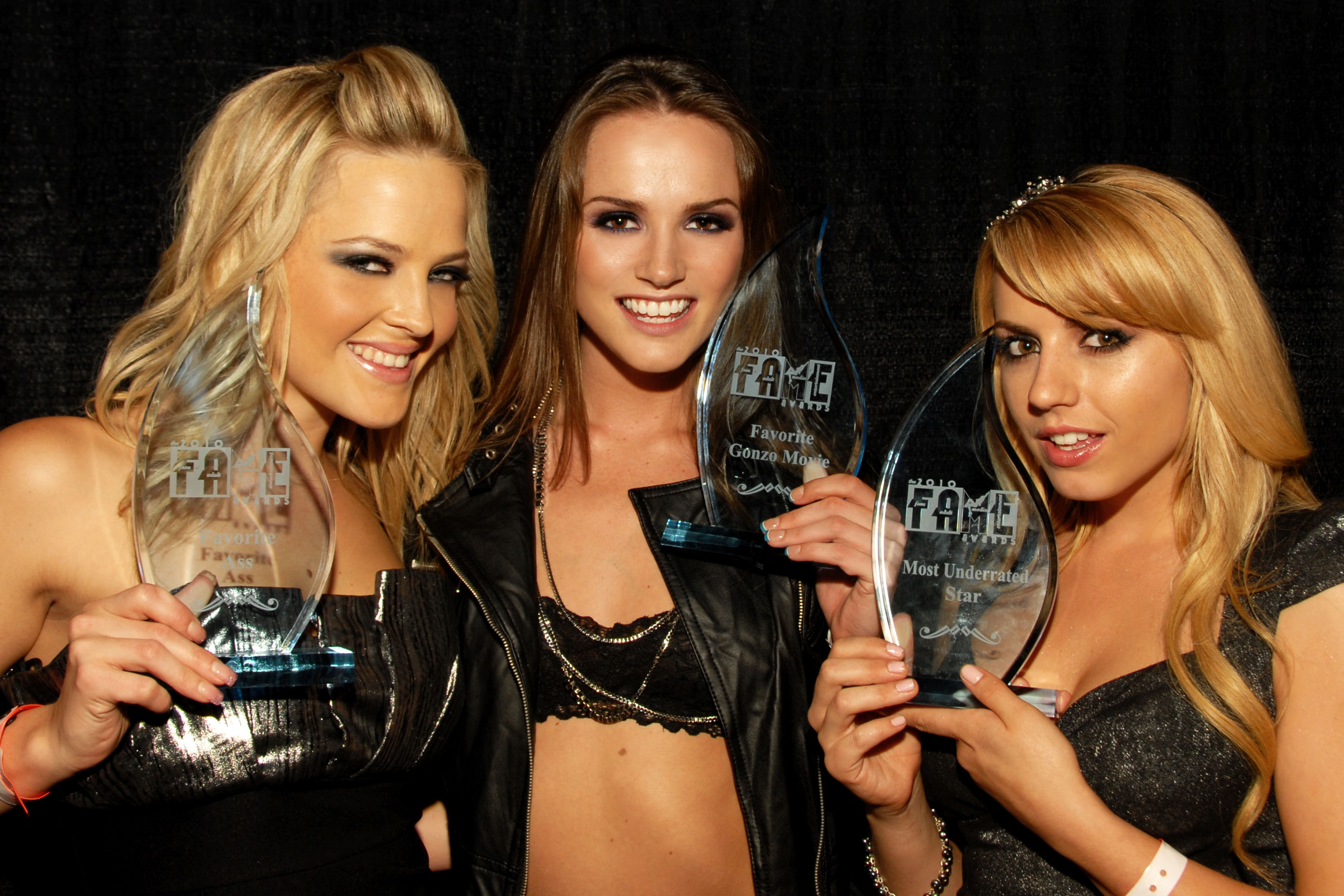
Lexi Belle (dreta), amb Alexis Texas (esquerra) i Tori Black (centre), posant amb els seus premis F.A.M.I., 2010.

- 2008 – Premi Adam Film World Guide – Teen Dream Of The Year[8]
- 2010 – Premi AVN – Best All-Girl Couples Sex Scene – Field of Schemes 5[9]
- 2010 – Premi AVN – Best New Web Starlet[9]
- 2010 – Premi XRCO – Cream Dream[10]
- 2010 – Premio F.A.M.I. – Favorite Underrated Starlet[11]
- 2010 – Premi Orgazmik - Best Female Performer[12]
- 2011 – Premi AVN – Best Supporting Actress – Batman XXX: A Porn Parody[13]
- 2012 – Premi AVN – Best Boy/Girl Scene – The Bombshells 3[14]
- 2012 – Premi NightMoves – Best Female Performer (Editor Choice)[15]
- 2013 – Premi TLA RAW – Performer of the Year (Female)[16]
- 2012 – Premi AVN – Best Oral Sex Scene – Massive Facials 4[17]
- 2013 − Premi AVN − Best Tease Performance – Remy (amb Remy LaCroix).[17]
- 2013 − Premi AVN − Best Three-Way Sex Scene (B/B/G) – Lexi.[17]
- 2013 − Premi XBIZ − Gonzo Release of the Year – Lexi.[18]